# Ubuntu Software Center
Ubuntu Software Center gọi đơn giản là Software Center là một ứng dụng đồ họa cho APT/hệ thống quản lý gói tindpkg. nó là phần mềm mã nguồn mở được viết bằng Python, PyGTK/PyGObject dựa trên GTK+ và sự phát triển của các ứng dụng GNOME, gnome-app-install.
Chương trình có thể được sử dụng để thêm và quản lý  các kho lưu trữ cũng như các gói lưu trữ cá nhân (PPA) trên Ubuntu, Ubuntu Software Center cũng cho phép người dùng mua các ứng dụng thương mại.

## Lịch sử phát triển
Vào đầu năm 2009 các nhà phát triển Ubuntu cho rằng quản lý gói trong Ubuntu có thể được cải thiện và củng cố. Các bản phát hành khi đó của Ubuntu, ví dụ như Ubuntu 9.04 (Jaunty Jackalope)]] bao gồm năm ứng dụng cho quản lý gói và tiêu tốn không gian và các nguồn lực khác cũng như gây ra sự nhầm lẫn cho người dùng. Các ứng dụng có thể được tải về bằngAdd/Remove Applications cơ bản hoặc Synaptic Package Manager. Software Updater cung cấp các cập nhật cho các gói đã cài đặt và Computer Janitor dọn dẹp các gói không cần đến. Software Sources cho phép người dùng lựa chọn vị trí các gói tải về.
Các nhà phát triển Ubuntu thiết lập như một mục tiêu:
"...there should be one obvious mechanism for installing, removing, and updating software in Ubuntu, with a self-evident name and an interface anyone can use. There should be a coordinated system for developers and enthusiasts to improve the usefulness of descriptions and other metadata for software packages. The software updates interface should be honed to maximize the voluntary installation of updates across the millions of computers on which Ubuntu is installed. And projects and vendors whose software is packaged for Ubuntu should be encouraged to provide links to their software’s presence in the Software Store, instead of command-line installation instructions." 
Canonical giới thiệu Software Center dần dần bắt đầu với Ubuntu 9.10 (Karmic Koala) với các chức năng hoàn chỉnh hơn trên Ubuntu 11.10, vào tháng 10/2011. Tính đến tháng 5 năm 2011, phần lớn kế hoạch đã được hoàn thành:
Tháng 10/2009 - phiên bản 1.0.2 được phân phối cùng Ubuntu 9.10 (Karmic Koala)
Giới thiệu một giao diện mới, đơn giản cho định vị, cài đặt, và gỡ bỏ ứng dụng, với bảo mật tốt hơn dựa trên PolicyKit thay vì gksudo.
Tháng 4/2010 - phiên bản 2.0.2 phân phối cùng Ubuntu 10.04 (Lucid Lynx) LTS
Software Center thêm vào danh sách các gói phi ứng dụng in a simplified manner and also provide subcategories for applications and Personal Package Archives.
October 2010 - version 3.0.4 shipped with Ubuntu 10.10 (Maverick Meerkat)
Allowed users to purchase software and showed a history of past installations, removals and purchases, including undoing specific changes.
April 2011 - version 4.0 shipped with Ubuntu 11.04 (Natty Narwhal)
Added user rating and reviewing software, and the ability to see ratings and reviews of other participating Ubuntu users.
October 2011 - Ubuntu 11.10 (Oneiric Ocelot)
Software Center's fifth version was rewritten in GTK3, improving design (better integration with system theme, promoting banner added, nicer listing of apps), start-up time was improved too. Software Center was partially  prepared for touch control by including larger icons. Software Center also brought Unity Launcher integration, sorting by ratings and system requirements for applications. Some GDebi technology was also integrated to improve speed when handling .deb files.
ngày 19 tháng 12 năm 2011
an online edition of the Ubuntu Software Center was released, the Ubuntu Apps Directory. The web store shows the same content as the Software Center application, with a download button that opens the application if running Ubuntu or a link to download Ubuntu itself if running a different operating system.
April 2012 - Ubuntu 12.04 (Precise Pangolin)
Ubuntu Software Center gained new monochrome elements. Canonical created a web based developer platform to help programmers to create applications for Ubuntu. Software Center included a new category: "Books and magazines", ability to show video presentations of paid applications and multiple screenshots per one app. And also added progress bar support for Software Centre.

## Xem Thêm
- Ubuntu One
- Software Updater - the system updater for Ubuntu.

Other example of a high-level graphical front end for APT
- Apper
- AppStream
- KPackage
- Synaptic (software)
- GNOME Software